# Tasnád (település)
Tasnád (románul Tășnad, németül Tressenberg, vagy Trestenburg) város Romániában Szatmár megyében. Nagykárolytól 26 km-re délkeletre fekszik. Termálfürdőjéről híres, ugyanakkor  itt található a 29 km hosszú Rákóczi-pince, amelynek vége Nagykárolyban van.

## Nevének eredete
Tasnád nevének eredetéről többféle magyarázat is fennmaradt:
- Egy monda szerint a református templom háta mögött elterülő magaslaton valamikor nádas tó állt. Ezen a magaslaton, mely a templomteret és a "Tatay-udvar"-t foglalta magába, vár épült, s ettől a nádas tótól a felépült várat Tós-nád néven nevezték. Ez az elnevezés vált az évszázadok alatt Tasnád  névvé.
- Más vélemény szerint a honfoglalók egyikének Tas-nak a nyomai lelhetők fel itt, akiről a település nevét vette.

Ugyanakkor első említésekor a név még u hanggal áll: Tusnad (1246), így a neve etimológiailag azonos Tusnádéval. Ebben az esetben a szláv Tučna (kövér, zsíros; jól termő) tulajdonnév -d képzővel való magyarosodásáról lehet szó.

## Története
1246-ban Tusnad néven említik először, amikor a tatárjárás után IV. Béla király az ide költözni akarókat - hogy a hely újranépesedjen - kivette a vajda a megyei főispánok és más bírák hatósága alól, és saját községi bírájuk (villicus) és a püspök hatósága alá rendelte. Nevét 1447-ben Thasnad, 1753-ban Taschnád-néven írták.
1435-ben György erdélyi püspök tasnádi birtokát Máté erdélyi püspök javára elfoglalták Csaholyi János és László, Csáki György fiai László, Ferenc és György, Szarvadi Sénás Péter, János, György, István és András. Zsigmond királynál ez ellen tiltakozott György erdélyi püspök megbízásából István pap.
1454-ben V. László király parancsára Balásházi György és Balázs részére újból bejáratták és meghatároztatták Tasnád határait.
Az akkori határnevek is fennmaradtak az oklevelekben, melyek között Eresztvény (Erestwen) erdő, Aszúvölgy (Azywvelg), Szentmiklós Zentymiklós) birtok, Csákó (Chakas) cserjés, Udvarág (Udwarag) völgy elnevezésű helynevek is szerepeltek.
A település a XV. században már az Érmellék központja, s 1456-ban pedig már oppidum, vagyis mezőváros volt.
1474-ben Gábor, erdélyi püspök nyert engedélyt Mátyás királytól arra, hogy a Tasnádon levő püspöki birtokán fából várat építhessen.
1568-ban a tatárok betörtek a Szilágyságba is, a lakosságot menekülésre kényszerítve.
1571. október 9-i kolozsvári országgyűlés Tasnádot harmincadszedő helynek rendelte.
1589-ben Báthory Zsigmond megújította Báthory Kristóf 1578. október 29-én kelt szabadságos levelét, mely a Tasnád  városban lakók jogait és kiváltságait erősítette meg.
1616-ban Bethlen Gábor erdélyi fejedelem Tasnád városát elcserélte Daróczi Ferenccel, annak Lápos, Domokosfalva, Szamosdebrecen nevű birtokaiért és Szamosújvár váráért. Perneszi Gábor Ecsed várának kapitánya  ekkor írta levelében Forgács Zsigmondnak: "Az erdélyi vajda (Bethlen Gábor) bizonyára Tasnádra szállt e tájt összes hadaival".
1616. november 28-án Bethlen Gábor itt Tasnádnál táborozott nagy hadával.
1618-ban Bethlen Gábor adott ki itt kiváltságlevelet.
1626. január 29-én kelt végrendeletében Károlyi Mihály tett említést  tasnádi birtokrészeiről.
1639-ben II. Rákóczi György újította meg Báthory Zsigmond 1589. március 13-án kelt szabadságos levelét a városban lakók jogairól és kiváltságairól.
1658-ban a tatárok Várad felé vonultukkor Tasnádot is elpusztították.
1678. május 11-én Darócz és Tasnád  között egyesültek Thököly és Teleki hadai.
1753-ban Bél Mátyás írta Tasnádról, hogy "egykor sűrűn lakott, termékeny földű város volt".

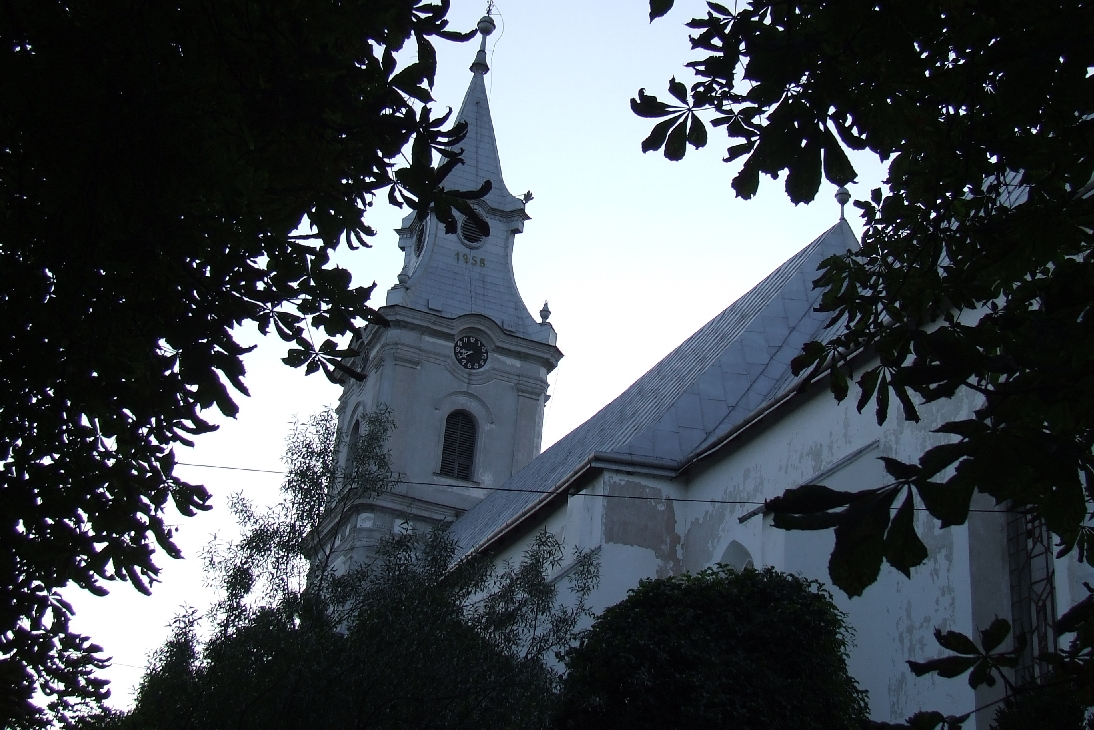
Tasnád, református templom

1847 évi egyházi névkönyv adatai szerint lakossága ekkor 3199 fő volt, ebből 1125 római katolikus, 242 görögkatolikus, 3 ágoston hitvallású, 1436 református, 393 izraelita volt.
1849-ben pedig már csak 1250 lakosú mezővárosnak írták.
1880-ban 3375 lakosú település volt.
1890-ben pedig 3677 lakosa volt Tasnádnak, melyből 3132 magyar, 19 német, 19 tót, 1 oláh, 523 egyéb nyelvű volt.
1910-ben 5030 lakosából 4763 magyar és 236 román volt.
A trianoni békeszerződésig Szilágy vármegye Tasnádi járásának székhelye volt.
2002-ben a település 7495 lakosából 3613 román, 3855 magyar, 23 egyéb anyanyelvű.
2011-ben a település 6781 lakosából 3061 román, 3450 magyar, 7 cigány  és 6 német. A beosztott településekkel együtt a lakosság száma 8631 fő.

## Látnivalók
- 15. századi református templom
- Cserey-Fischer-kastély, benne a városi múzeummal

## Híres emberek
- Itt született Nagy Imre humorista, Az Ojság című vicclap szerkesztője 1882-ben.
- Itt született Nóti Károly kabarészerző 1892-ben.
- Itt született  Bíró Lajos utazó 1856-ban, aki Új-Guineában járt tanulmányúton, s onnan a Magyar Nemzeti Múzeumnak  - mely a Természettudományi Társulattal együtt viselte Bíró Lajos kutatási költségeit - küldte haza gyüjtésének gazdag eredményét. Bíró Lajos a zilahi kollégium növendéke volt, s Tasnádon a filoxéra elleni védekezésnél is közreműködött mint biztos.
- Itt született és itt halt meg Keresztessy Ágnes Kosztáné, írói neve K. Keresztessy Ágica (1890-1960) magyar költőnő és újságírónő.
- Itt született Tasnádi Fekete Ferenc Kolozsvár főorvosa, és fia Tasnádi Fekete Ferenc curiai bíró..
- Itt élt 1792 körül Lázár György, a Szolnok-Doboka vármegyei Retteg faluból elszármazott Lázár harangöntő család (1780-1830 körül) egyik tagja. E család több tagja foglalkozott harangöntéssel. Vándormesterként szekéren járták az Alföld északkeleti részét, Szatmár vármegyétől Torna vármegyéig, Beregtől Békésig. 1792 körül a család tagjai közül Lázár György Tasnádra költözött, műhelyét utódai is fenntartották.

## Testvérvárosok
Kispest, Magyarország  Nagykálló, Magyarország
 Csenger, Magyarország